# 睦化乡
睦化乡，是中华人民共和国贵州省黔南布依族苗族自治州长顺县一个已撤销的乡级行政区，2014年2月14日，贵州省人民政府批复同意长顺县部分乡镇行政区划调整，撤销睦化乡，将其所辖行政区域划归代化镇。